# Carlo Livraghi
Carlo Livraghi (Villanova del Sillaro, 29 agosto 1899 – Milano, 3 maggio 1975) è stato un vescovo cattolico italiano.

## Biografia
Nacque a Bargano, frazione di Villanova del Sillaro, nella diocesi di Lodi, il 29 agosto 1899.

### Formazione e ministero sacerdotale
Frequentò, a partire dal 29 settembre 1912, il seminario vescovile di Lodi.
Il 20 dicembre 1924 fu ordinato diacono e, il 29 giugno 1925, presbitero.
Dopo l'ordinazione fu nominato coadiutore della parrocchia di San Giacomo Apostolo a Spino d'Adda, mentre tra il 1927 e il 1928 ricoprì il medesimo incarico nel duomo di Lodi. Al contempo fu anche segretario vescovile fino al 1938; il 14 luglio di quell'anno, infatti, divenne parroco a Livraga, dove rimase fino al 1953. Dal 1954 e fino alla nomina episcopale fu prevosto di San Colombano al Lambro.

### Ministero episcopale
Il 10 marzo 1956 papa Pio XII lo nominò vescovo di Veroli-Frosinone; succedette ad Emilio Baroncelli, precedentemente nominato vescovo di Recanati-Loreto. Il 5 aprile seguente fu ricevuto in udienza dal presidente della Repubblica Italiana Giovanni Gronchi per prestare il giuramento previsto dal concordato allora in vigore. Il 29 aprile ricevette l'ordinazione episcopale, nella chiesa parrocchiale di San Colombano a San Colombano al Lambro, dal vescovo di Lodi Tarcisio Vincenzo Benedetti, co-consacranti i lodigiani Giuseppe Amici, vescovo di Cesena, e Luigi Carlo Borromeo, vescovo di Pesaro.
Il 14 aprile 1962 papa Giovanni XXIII accolse la sua rinuncia, presentata per motivi di salute, al governo pastorale della diocesi di Veroli-Frosinone e lo nominò vescovo titolare di Tagora. Si ritirò presso la parrocchia di Santa Maria Segreta a Milano, dove morì il 3 maggio 1975, all'età di 75 anni.

## Genealogia episcopale
La genealogia episcopale è:
- Cardinale Scipione Rebiba
- Cardinale Giulio Antonio Santori
- Cardinale Girolamo Bernerio, O.P.
- Arcivescovo Galeazzo Sanvitale
- Cardinale Ludovico Ludovisi
- Cardinale Luigi Caetani
- Cardinale Ulderico Carpegna
- Cardinale Paluzzo Paluzzi Altieri degli Albertoni
- Papa Benedetto XIII
- Papa Benedetto XIV
- Cardinale Enrico Enriquez
- Arcivescovo Manuel Quintano Bonifaz
- Cardinale Buenaventura Córdoba Espinosa de la Cerda
- Cardinale Giuseppe Maria Doria Pamphilj
- Papa Pio VIII
- Papa Pio IX
- Cardinale Alessandro Franchi
- Cardinale Giovanni Simeoni
- Cardinale Antonio Agliardi
- Cardinale Basilio Pompilj
- Cardinale Adeodato Piazza, O.C.D.
- Vescovo Tarcisio Vincenzo Benedetti, O.C.D.
- Vescovo Carlo Livraghi